# Lipton Football Club
Lipton Football Club  es un club deportivo oriundo de la Provincia de Corrientes, en Argentina. Su principal actividad es el Fútbol.
Durante su historia deportiva, ha logrado disputar varios campeonatos nacionales como el Torneo Federal C y el Torneo del Interior. También ha disputado la Copa Argentina y la Copa de la República, todos estos torneos organizados por la Asociación del Fútbol Argentino (AFA).
Es una de las entidades deportiva más laureadas de la Liga Correntina de Fútbol, con 13 títulos.

## Historia
El 11 de noviembre de 1923 nace el Lipton Football Club. Un grupo de jugadores y simpatizantes del entonces Club Platense, se desvincularon de la entidad, y se reunieron en el domicilio del señor Juan A. Solari, en calle Vera, entre Córdoba y Catamarca, para dar nacimiento a la prestigiosa entidad de la Avda. Alberdi. El primer presidente y mandatario del club fue Raúl Rolla y al año siguiente, obtuvieron su afiliación a la Liga Correntina de Fútbol.
Desde su creación militó en la Liga Correntina de Fútbol hasta que en 1969 participó en la primera edición de la Copa Argentina, torneo ganado por el Club Atlético Boca Juniors. En ese torneo se midió en la primera ronda con el Club Atlético Lanús, con el cual cayó en sendos partidos por 4 a 1 y 5 a 3 haciendo un papel más que aceptable enfrentando a uno de los importantes equipos que militaba en la Primera División de la Argentina.
Por el club han militado diversos futbolistas destacados, entre ellos, José María Silvero, Pedro Alexis González, Galdino Luraschi, entre otros.

## Palmarés
- Liga Correntina de Fútbol (13): 1937, 1939, 1940, 1943, 1944, 1945, 1948, 1951, 1962, 1969, 1996, 2004, 2006.[5]

## Rivalidades

### Clásico del Barrio San Martín
En el ámbito de la Liga Correntina de Fútbol, la ubicación de Lipton en el Barrio San Martín de la Ciudad de Corrientes, ha alimentado una rivalidad con el Club Sportivo Corrientes, con el cual disputan el clásico del Barrio San Martín. Al año 2022, ambos equipos disputaron 129 partidos de Liga entre divisionales A y B, en los cuales Lipton lleva una abrumadora ventaja con relación a su rival.

### Clásico interbarrial San Martín-San Benito
Otra rivalidad clásica de Lipton en el ámbito liguista, es con el Ferroviario Corrientes FC, representante del vecino barrio San Benito, con el cual disputan un clásico interbarrial.